# ماسنیل
ماسنیل (به هلندی: Maasniel) یک منطقهٔ مسکونی در هلند است که در Roermond واقع شده‌است. ماسنیل ۱٫۰۱ کیلومتر مربع مساحت و ۳٬۷۲۰ نفر جمعیت دارد.